# Spitzkehre (Eisenbahn)
Eine Spitzkehre ist eine Bahnanlage, die dazu dient, unter möglichst geringem technischem Aufwand und mit wenig Platzbedarf einen Höhenunterschied zu überwinden. Sie besteht aus mindestens einem Stumpfgleis, wohin zwei Gleise einer steigungsreichen Eisenbahnstrecke über eine Weiche zusammenlaufen. Im Stumpfgleis nimmt der Zug einen Fahrtrichtungswechsel vor. Dient eine solche Spitzkehre zugleich als Kopfbahnhof, wird die Anlage auch als Spitzkehrenbahnhof bezeichnet.

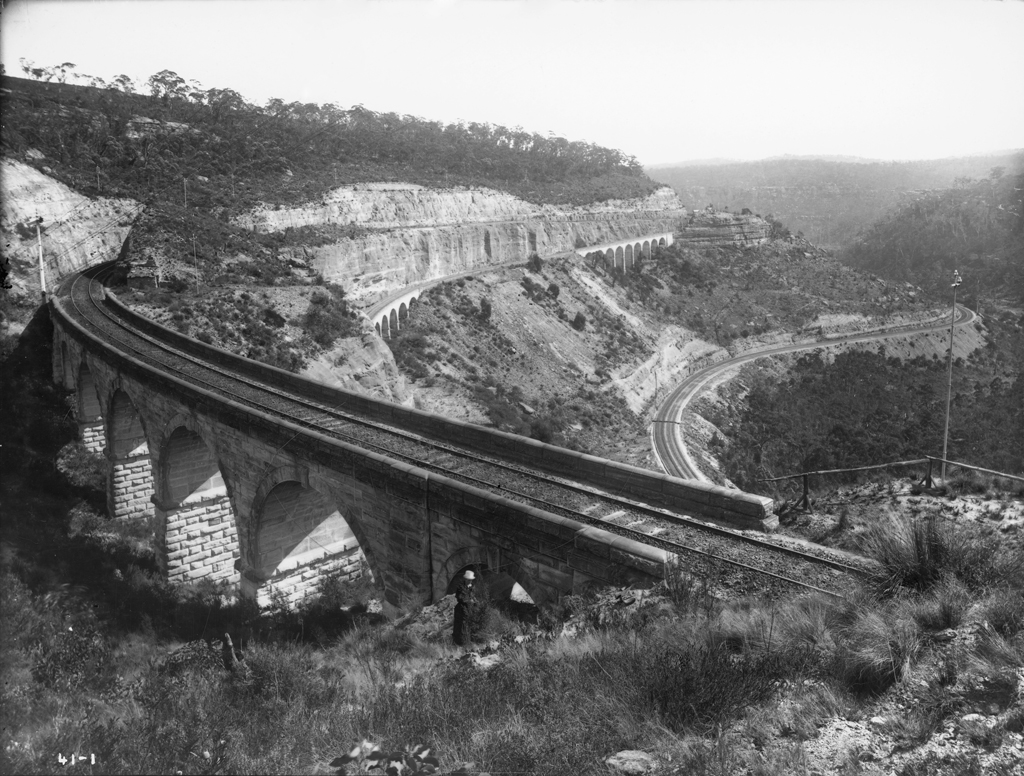
Doppelspitzkehre in den Blue Mountains bei Lithgow (Australien) um 1900

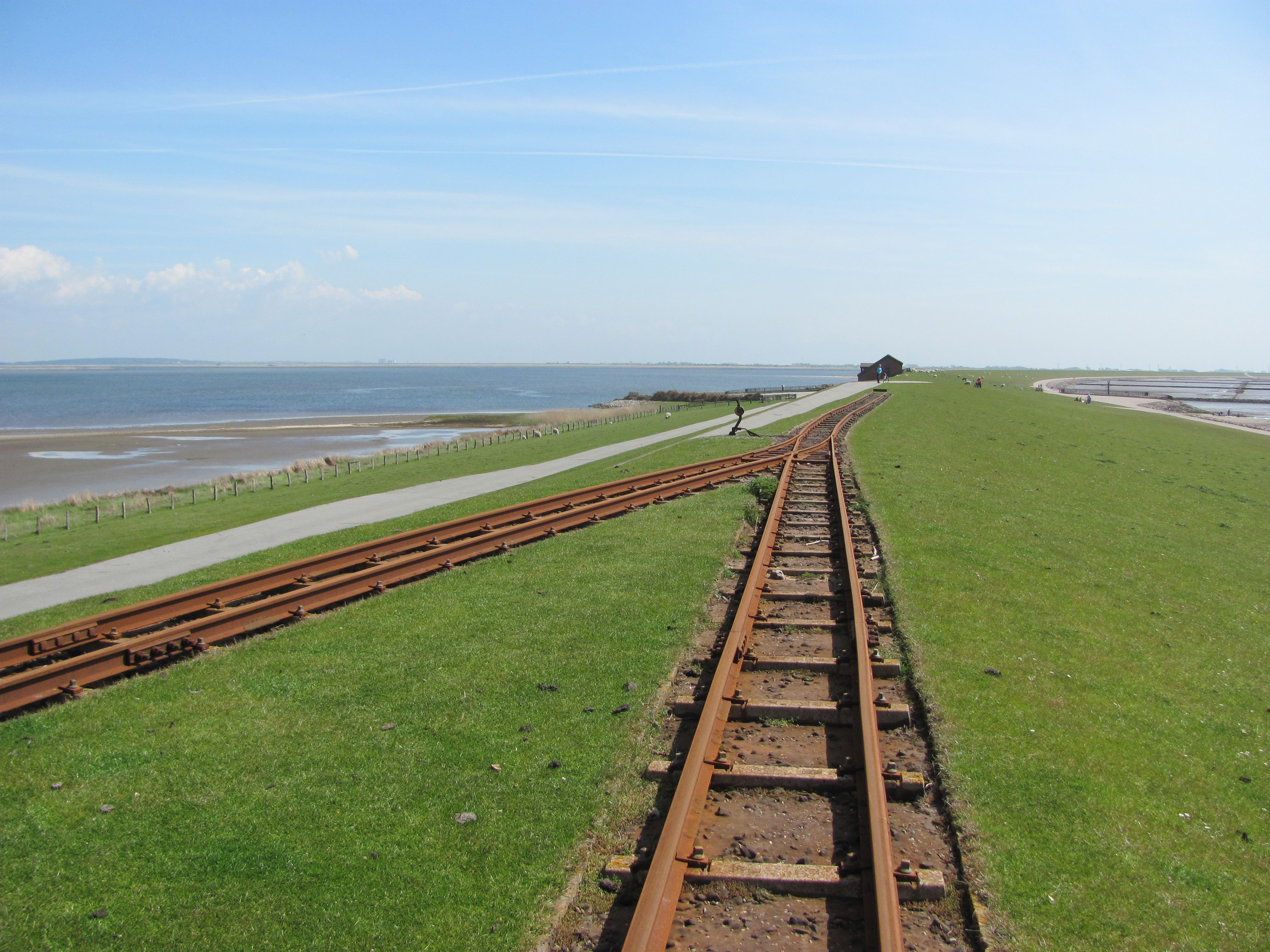
Spitzkehre der Halligbahn Lüttmoorsiel–Nordstrandischmoor über den Außendeich des Festlands

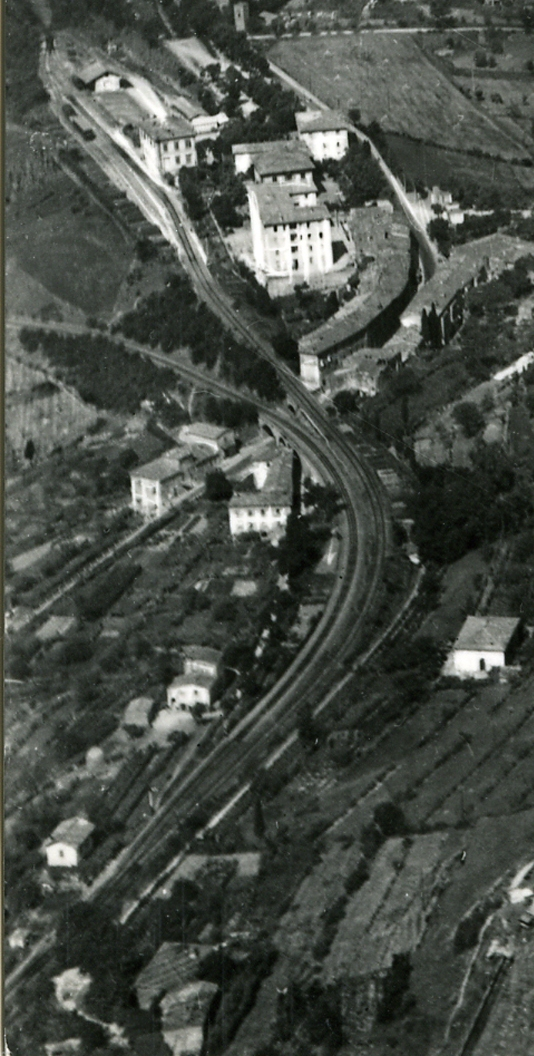
Spitzkehre der Zahnradbahn Saline-Volterra in Italien

## Bau
Spitzkehren werden angelegt, wenn es auf Grund der Topologie der Strecke nicht möglich oder zu teuer ist, den Höhenunterschied mit Kehrschleifen oder Kehrtunneln zu überwinden. Spitzkehren stellen die einfachste Bauform dar, mit der eine Eisenbahnlinie durch Wegverlängerung eine Steigung überwinden kann. Folgen mehrere Spitzkehren nacheinander, kann eine Eisenbahnstrecke im Zick-Zack auch große Höhenunterschiede bewältigen.

## Betrieb
Die Änderung der Fahrtrichtung kann bei lokbespannten Zügen durch Lokwechsel oder Umsetzen der Lok über ein zweites Gleis erfolgen. Alternativ können die Züge geschoben werden, um nach einer weiteren Spitzkehre oder nach Umsetzen der Lok in einem folgenden Bahnhof wieder gezogen zu werden. Spitzkehren behindern – gleich wie Kopfbahnhöfe – durch den Fahrtrichtungswechsel den Betrieb und verringern die Kapazität einer Strecke. Deshalb existieren sie heute nur noch auf wenig befahrenen Strecken.
Bei einigen Steilstrecken wurde an deren Anfang und Ende eine Spitzkehre angelegt, damit die Lok bei bergwärts fahrenden Zügen ohne zusätzliche Rangierfahrt auf der betrieblich sichereren Talseite des Zuges zu stehen kam und den Zug bergwärts schieben konnte. Talwärts fahrende Züge mussten dann allerdings an beiden Enden der Steilstrecke eine Rangierfahrt ausführen.
Durch den heutigen Einsatz von Wendezügen oder Triebzügen müssen bei Spitzkehren keine Lokomotiven umgesetzt werden, so dass beispielsweise im Bahnhof Chambrelien an der Strecke Neuenburg–La Chaux-de-Fonds nur noch ein Aufenthalt von zwei Minuten eingeplant ist. Im Bahnhof Michaelstein der Rübelandbahn wird mit zwei Lokomotiven – je eine vorne und hinten am Zug – der Halt verkürzt und die Betriebsführung durch Rückfallweichen vereinfacht.

## Vergleich Spitzkehre – Kehrtunnel / Kreiskehrviadukt
Im Bau sind Kehrtunnel, Kreiskehrtunnel (auch Spiraltunnel genannt) oder Kreiskehrviadukte erheblich teurer als eine Spitzkehre. Sie können aber viel einfacher und ohne Zeitverlust betrieben werden, weil die Fahrtrichtung nicht gewechselt werden muss. Daher sind Spitzkehren zur Überwindung von Höhenunterschieden nicht so verbreitet wie die beiden anderen Methoden.

## Liste von Spitzkehren

### Europa

#### Deutschland

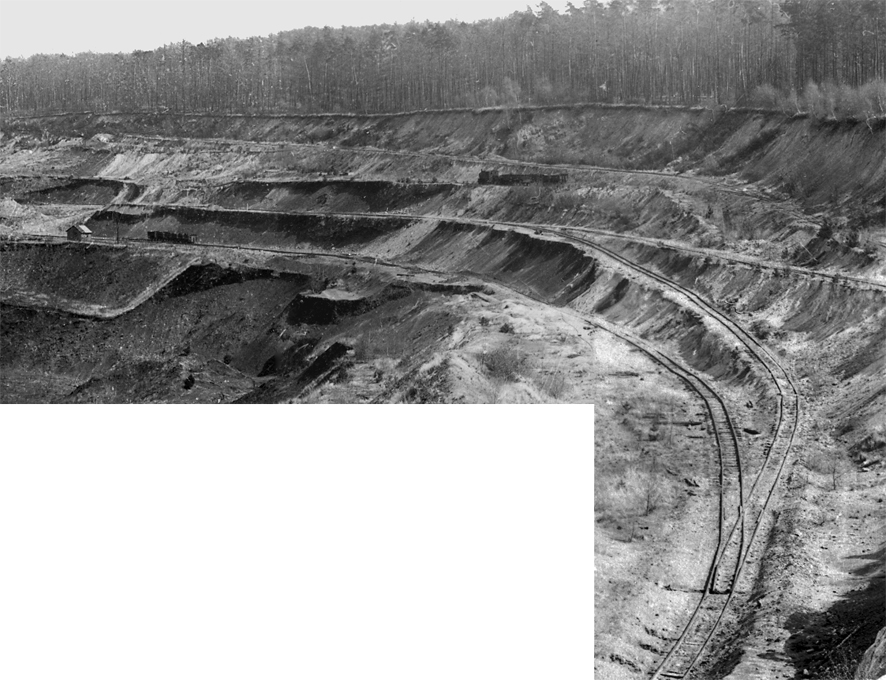
Spitzkehren der Abraumbahn am südlichen Rand der Grube Messel

Die Liste der Spitzkehren ist für den Personenverkehr (vermutlich) vollständig, für den Güterverkehr wurde eine Auswahl der wichtigsten Strecken dargestellt.
In Betrieb befindliche Spitzkehren sind fett dargestellt.

##### Baden-Württemberg
| Spitzkehre         | Richtungen                                       | Bahnstrecke                        | Bemerkungen |
| ------------------ | ------------------------------------------------ | ---------------------------------- | ----------- |
| Kehrbahnhof Eybtal | aus Geislingen (Steige) nach Wiesensteig         | Geislingen (Steige)–Wiesensteig    |             |
| Gomaringen         | aus Reutlingen nach Gönningen                    | Reutlingen–Gönningen               |             |
| Isny im Allgäu     | aus Leutkirch nach Kempten (Allgäu) Hauptbahnhof | - Herbertingen–Isny - Kempten–Isny |             |
| Lenzkirch          | aus Kappel Gutachbrücke nach Bonndorf            | Kappel Gutachbrücke–Bonndorf       | 1940–1944   |
| Spitzkehre         | aus Meckenbeuren nach Tettnang                   | Meckenbeuren–Tettnang              |             |

- Stuttgart Hauptbahnhof. Der Kopfbahnhof liegt so, dass eine der drei Zulaufstrecken mit 1:100 abfällt (nach Bad Cannstatt), während die beiden anderen (nach Vaihingen und Feuerbach) mit 1:52 beziehungsweise 1:80 ansteigen. Es wäre ohne Überschreitung der zulässigen Steigungswerte nicht möglich, für den Durchgangsverkehr Verbindungskurven von Bad Cannstatt nach Feuerbach oder Vaihingen anzulegen. In dieser Hinsicht unterscheidet sich Stuttgart Hbf von allen anderen großen Kopfbahnhöfen Deutschlands. Wenige Kilometer entfernt führt die Bahnstrecke Stuttgart-Untertürkheim–Kornwestheim am Hauptbahnhof vorbei.

##### Bayern
| Spitzkehre           | Richtungen                                          | Bahnstrecke                                           | Bemerkungen |
| -------------------- | --------------------------------------------------- | ----------------------------------------------------- | --- |
| Bad Kissingen        | aus Gemünden nach Ebenhausen                        | * Gemünden–Bad Kissingen * Ebenhausen–Bad Kissingen   | |
| Spitzkehre Kitzingen | aus Kitzingen nach Kitzingen Hafen                  |                                                       | nur Güterverkehr. Diese befand sich am südlichsten Punkt der Gleisanlagen und war offenbar nur zum Wenden der Züge auf minimaler Fläche gebaut worden. Nennenswerte Steigungen weist die ehemalige Position jedenfalls auf beiden Seiten nicht auf.                                                                      |
| Miltenberg Bft       | aus Aschaffenburg Hauptbahnhof nach Wertheim        | * Aschaffenburg–Miltenberg * Miltenberg West–Wertheim | eigentlich nur ein Abzweig der Strecke aus Aschaffenburg; zum ehemaligen Miltenberg Hauptbahnhof. Hier diente die Spitzkehre nicht dazu, einen Höhenunterschied zu überwinden, sondern um aus einer engen Talsituation mit Zwangspunkten, die zudem die Brücke über den Main vorgab, in den Bahnhof einfahren zu können. |
| Passau-Voglau        | aus Passau Hauptbahnhof nach Hauzenberg             | Passau-Voglau–Hauzenberg                              | aufgrund einer Brücke auf der einen Seite und einer Steilwand auf der anderen Seite konnte hier der Richtungswechsel der Strecke nur durch eine Spitzkehre realisiert werden. |
| Penzberg             | aus Tutzing nach Kochel                             | Tutzing-Kochel                                        | nur im Güterverkehr genutzt |
| Schillingsfürst      | aus Steinach (b Rothenburg o d Tauber) nach Dombühl | Steinach bei Rothenburg–Dombühl                       | |
| Schliersee           | aus Holzkirchen nach Bayrischzell                   | * Holzkirchen–Schliersee * Schliersee–Bayrischzell    | |
| Sonthofen            | aus Immenstadt nach Oberstdorf                      | Immenstadt–Oberstdorf                                 | Zwischen 1873 und 1949 hatte Sonthofen einen Kopfbahnhof am heutigen Oberallgäuer Platz |

##### Berlin
- Südringspitzkehre

##### Bremen
| Spitzkehre                 | Richtungen                                             | Bahnstrecke                                                  | Bemerkungen      |
| -------------------------- | ------------------------------------------------------ | ------------------------------------------------------------ | ---------------- |
| Bremen-Vegesack            | aus Bremen-Burg nach Farge                             | * Bremen-Burg–Bremen-Vegesack * Bremen-Vegesack–Bremen-Farge |                  |
| Bremerhaven Fischereihafen | aus Bremerhaven-Wulsdorf nach Kai                      |                                                              | nur Güterverkehr |
| Geestemünde                | aus Bremerhaven-Wulsdorf nach Bremerhaven Hauptbahnhof | Bremen–Bremerhaven                                           | 1862 bis 1914    |

##### Hamburg
| Spitzkehre                      | Richtungen                                                               | Bahnstrecke                                                   | Bemerkungen           |
| ------------------------------- | ------------------------------------------------------------------------ | ------------------------------------------------------------- | --------------------- |
| Hamburg-Blankenese              | aus Hamburg-Altona nach Wedel (Holst)                                    | Hamburg-Altona–Wedel                                          |                       |
| Hamburg-Billbrook (Hamburg Ost) | aus Tiefstack nach Glinde                                                | Billbrook–Trittau                                             | nur noch Güterverkehr |
| Zollenspieker                   | aus Hamburg-Billbrook von und nach Hamburg-Bergedorf Süd nach Geesthacht | * Geesthacht–Hamburg-Billbrook * Bergedorf Nord–Zollenspieker |                       |

##### Hessen
| Spitzkehre          | Richtungen                         | Bahnstrecke                            | Bemerkungen |
| ------------------- | ---------------------------------- | -------------------------------------- | --- |
| Elm                 | von Schlüchtern nach Flieden       | Frankfurt–Göttingen                    | heute zur Nord-Süd-Strecke Hannover – Fulda – Würzburg gehörig, ursprünglich Spitzkehrenbahnhof für die Strecke Frankfurt –Fulda–Bebra; die Spitzkehre wurde 1914 durch den Bau des Schlüchterner Tunnels ersetzt, die alte Streckenführung dient heute jedoch noch als Verbindungsbahn |
| Erdbach (Dillkreis) | aus Montabaur nach Herborn         | Herborn–Montabaur                      | |
| Großalmerode Ost    | aus Velmeden nach Eichenberg       | Velmeden–Eichenberg                    | |
| Lochborn            | aus Gelnhausen nach Burgbergrevier | Gelnhausen–Lochborn                    | nur Güterverkehr |
| 5-fache Spitzkehre  | Landkreis Darmstadt-Dieburg        | der 900-mm-Abraumbahn der Grube Messel | |

##### Niedersachsen
| Spitzkehre | Richtungen                   | Bahnstrecke                | Bemerkungen           |
| ---------- | ---------------------------- | -------------------------- | --------------------- |
| Bokeloh    | aus Wunstorf nach Mesmerode  | Steinhuder Meer-Bahn       | nur noch Güterverkehr |
| Braunlage  | aus Walkenried nach Wurmberg | Walkenried–Braunlage/Tanne |                       |

##### Nordrhein-Westfalen
| Spitzkehre                                          | Richtungen                                                  | Bahnstrecke                        | Bemerkungen |
| --------------------------------------------------- | ----------------------------------------------------------- | ---------------------------------- | --- |
| 2 Spitzkehren                                       | aus Millingen nach Büderich                                 | Solvay-Werksbahn                   | nur Güterverkehr                                                                                                   |
| Solingen-Weyersberg                                 | aus Solingen Hauptbahnhof (neu) nach Remscheid Hauptbahnhof | Solingen–Remscheid                 | bis 1912/25 |
| Stolberg Spitzkehre                                 | aus Stolberg Hbf nach Münsterbusch                          | Stolberg–Münsterbusch              | nur Güterverkehr                                                                                                   |
| Velbert: Bahnhof Kopfstation                        | aus Wuppertal-Vohwinkel nach Essen-Steele Ost               | Wuppertal-Vohwinkel–Essen-Überruhr | |
| Voerde                                              | aus Hagen-Haspe nach Breckerfeld                            | Haspe–Voerde–Breckerfeld           | |
| 2 Spitzkehren zwischen Küstelberg und Wissinghausen | aus Steinhelle nach Medebach                                | Steinhelle–Medebach                | |
| Spitzkehre 1                                        | aus Herdorf nach Grube Pfannenberg                          | Herdorf–Unterwilden                | nur Güterverkehr                                                                                                   |
| Spitzkehre 2                                        | aus Unterwilden nach Grube Bautenberg                       | Herdorf–Unterwilden                | |
| Spitzkehre 1 Salchendorf Spitzkehre 2 (Zobach)      | aus Herdorf nach Grube Pfannenberger Einigkeit              | Herdorf–Unterwilden                | Güterverkehr der Kreisbahn Siegen-Wittgenstein zu den Schäfer-Werken, ehemals Strecke der Freien Grunder Eisenbahn |

##### Rheinland-Pfalz
| Spitzkehre                                 | Richtungen                                            | Bahnstrecke                    | Bemerkungen                                                               |
| ------------------------------------------ | ----------------------------------------------------- | ------------------------------ | ------------------------------------------------------------------------- |
| Bad Dürkheim                               | aus Neustadt (Weinstraße) Hauptbahnhof nach Grünstadt | Neustadt (Weinstraße)–Monsheim |                                                                           |
| Sankt Katharinen (ursprünglich: Lorscheid) | aus Linz am Rhein nach Flammersfeld                   | Linz (Rhein) – Flammersfeld    | außer Betrieb, Spitzkehre bedingt durch den ursprünglichen Zahnradbetrieb |

##### Saarland
| Spitzkehre    | Richtungen                                                              | Bahnstrecke               | Bemerkungen      |
| ------------- | ----------------------------------------------------------------------- | ------------------------- | ---------------- |
| Von der Heydt | aus Saarbrücken Hauptbahnhof nach Saarbrücken-Burbach Ausbesserungswerk | Saarbrücken–Von der Heydt | nur Güterverkehr |

##### Sachsen
| Spitzkehre              | Richtungen                                                    | Bahnstrecke                   | Bemerkungen |
| ----------------------- | ------------------------------------------------------------- | ----------------------------- | ----------- |
| Reichenbach (Vogtl) Ost | aus Reichenbach (Vogtl) oberer Bahnhof nach Göltzschtalbrücke | Reichenbach–Göltzschtalbrücke |             |

##### Sachsen-Anhalt
| Spitzkehre      | Richtungen                                | Bahnstrecke                      | Bemerkungen |
| --------------- | ----------------------------------------- | -------------------------------- | ----------- |
| Löbejün         | aus Nauendorf nach Gerlebogk              | Nauendorf–Gerlebogk              |             |
| bei Niedergörne | aus Niedergörne zum Kernkraftwerk Stendal | Borstel–Niedergörne              |             |
| Michaelstein    | aus Blankenburg (Harz) nach Elbingerode   | Blankenburg–Tanne (Rübelandbahn) |             |

##### Schleswig-Holstein
| Spitzkehre        | Richtungen                                      | Bahnstrecke                                | Bemerkungen                                                                                                |
| ----------------- | ----------------------------------------------- | ------------------------------------------ | --- |
| Großenbrode Kai   | aus Lütjenbrode nach Großenbrode-Fähre Fährbf   | Lübeck–Puttgarden                          | |
| Kiel Ostuferhafen | aus Oppendorf nach Gemeinschaftskraftwerk Kiel  | Kiel-Oppendorf–Kiel Ostuferhafen           | nur Güterverkehr                                                                                           |
| Kiel Schusterkrug | aus Neuwittenbek nach Gewerbegebiet „StrandOrt“ | Neuwittenbek–Kiel Schusterkrug             | nur Güterverkehr                                                                                           |
| Lübeck-Schlutup   | aus Lübeck-St. Jürgen nach Terminal Schlutup    | Lübeck–Lübeck-Schlutup                     | nur noch Güterverkehr                                                                                      |
| Lüttmoorsiel      | aus Cecilienkoog nach Nordstrandischmoor        | Halligbahn Lüttmoorsiel–Nordstrandischmoor | Überfahrt über Außendeich                                                                                  |
| Niebüll           | aus Niebüll (DB) nach Dagebüll Mole             | Niebüll–Dagebüll                           | |
| Tönning           | aus Husum nach Bad St Peter-Ording              | Husum–Bad St. Peter-Ording                 | spätere (1892) Erweiterung eines Reststücks der früher (1854) erbauten Bahnstrecke Flensburg–Husum–Tönning |
| Flensburg         |                                                 |                                            | Spitzkehre auf dem ehemaligen Industriegelände Flensburg-Südstadt                                          |

##### Thüringen
| Spitzkehre               | Richtungen                                    | Bahnstrecke                                                 | Bemerkungen                                            |
| ------------------------ | --------------------------------------------- | ----------------------------------------------------------- | ------------------------------------------------------ |
| Bruchstedt               | aus Bad Langensalza nach Haussömmern          | Bad Langensalza–Haussömmern                                 |                                                        |
| Fürstenhagen (Eichsfeld) | aus Heilbad Heiligenstadt nach Schwebda       | Heiligenstadt–Schwebda                                      |                                                        |
| Hüpstedt                 | aus Silberhausen nach Hüpstedt-Schachtbahnhof | Silberhausen–Hüpstedt                                       | nur Güterverkehr                                       |
| Kleinschmalkalden        | aus Schmalkalden nach Brotterode              | Schmalkalden–Kleinschmalkalden Kleinschmalkalden–Brotterode |                                                        |
| Lauscha (Thür)           | aus Coburg nach Ernstthal am Rennsteig        | Coburg–Ernstthal am Rennsteig                               |                                                        |
| Pößneck unterer Bahnhof  | aus Oppurg nach Orlamünde                     | Orlamünde–Oppurg                                            |                                                        |
| Rauenstein               | aus Eisfeld nach Sonneberg Hauptbahnhof       | Eisfeld–Sonneberg                                           |                                                        |
| Rennsteig                | aus Plaue (Thür) nach Themar                  | Plaue–Themar                                                | ehemals Durchlass zur Bahnstrecke Rennsteig–Frauenwald |
| Spitzkehre               | aus Esperstedt nach Oldisleben                | Esperstedt–Oldisleben                                       |                                                        |
| Weimar Berkaer Bahnhof   | aus Weimar nach Kranichfeld                   | Weimar–Kranichfeld                                          |                                                        |
| Wurzbach                 | aus Hockeroda nach Unterlemnitz               | Hockeroda–Unterlemnitz                                      |                                                        |

#### Schweiz
Spitzkehrenbahnhöfe in Betrieb

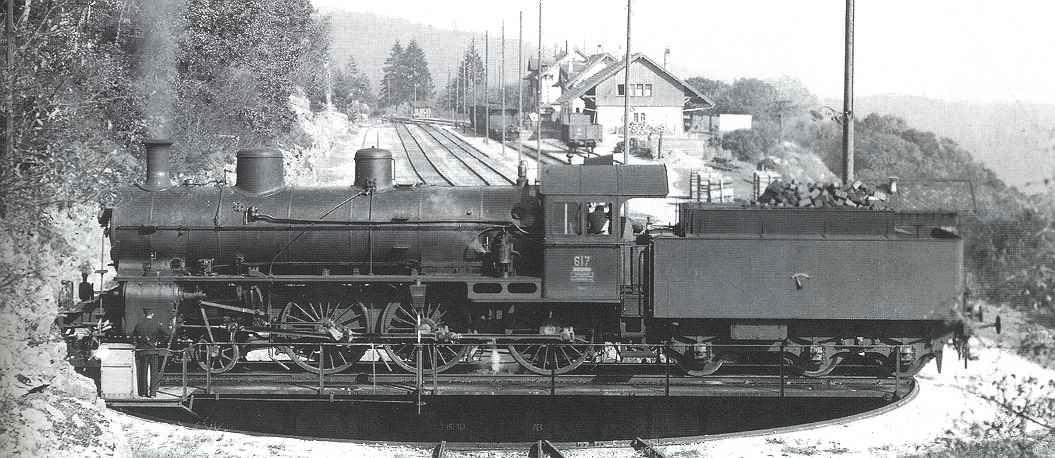
Umständliches Drehen der Dampflokomotive im Bahnhof Chambrelien vor der Elektrifizierung im Jahr 1931

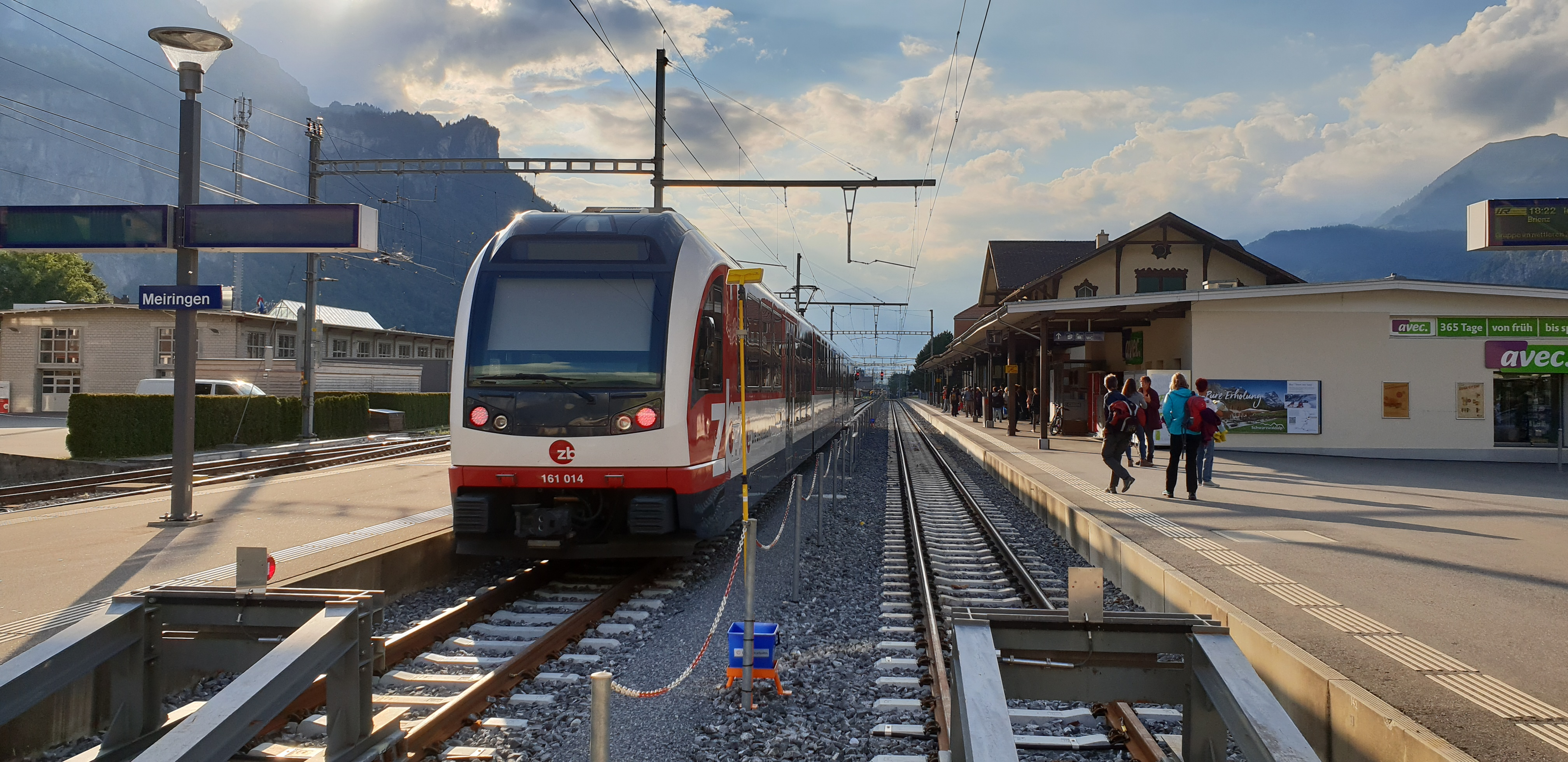
Der Bahnhof Meiringen ist per Definition kein Spitzkehrenbahnhof, sondern ein Trennungsbahnhof. Die mit 15 kV Wechselstrom verkehrenden Züge der Brünigbahn (Bild) müssen in Meiringen die Fahrtrichtung wechseln, denn die Meiringen-Innertkirchen-Bahn wird mit 1200 V Gleichstrom betrieben.

- Aigle-Dépôt an der Aigle-Leysin-Bahn der TPC. Die Spitzkehre dient dem nur einseitigen Zugang zum Depot und wäre von der Steigung her nicht notwendig.
- Chambrelien an der SBB-Strecke Neuenburg–La Chaux-de-Fonds

- Combe-Tabeillon an der meterspurigen CJ-Strecke von Glovelier nach Saignelégier
- Grindelwald Grund der schmalspurigen WAB, die mit Zahnrad betrieben wird
- Monthey-Ville an der Aigle-Ollon-Monthey-Champéry-Bahn der TPC
- Villars-sur-Ollon an der Bex–Villars–Bretaye-Bahn der TPC

Ehemalige Spitzkehrenbahnhöfe
- Châtel-St-Denis war von 1969 bis 2019 Kopfbahnhof der Bahnstrecke Palézieux–Bulle–Montbovon der TPF
- Klosters: Die Bahnhof-Spitzkehre an der RhB-Strecke Landquart–Davos Platz wurde 1930 durch den Klosters-Tunnel ersetzt. Die alte Eisenbahnbrücke über die Landquart dient seither nur noch den Fußgängern.
- Lenzburg Spitzkehre: Lenzburg–Wildegg (Seetalbahn)
- Vallorbe: Kopfbahnhof mit Spitzkehre bis 1915

Verbindungen mit Spitzkehren
- Bahnhof Kleine Scheidegg der WAB, mit Spitzkehren-Tunnel für Zahnradfahrzeuge mit definierter Bergstellung
- Bahnhof Meiringen: Brienz–Brünig (Brünigbahn)
- Bahnhof Le Sépey an der Aigle-Sépey-Diablerets-Bahn der TPC
- Bahnhof Zweisimmen: Montreux–Lenk im Simmental der MOB

Ehemalige Verbindungen mit Spitzkehren
- Bahnhof Brig: BVZ und FO (bis 2007)

#### Luxemburg
| Spitzkehre    | Richtungen               | Bahnstrecke     | Bemerkungen                                               |
| ------------- | ------------------------ | --------------- | --------------------------------------------------------- |
| 3 Spitzkehren | aus Grundhof nach Befort | Grundhof–Befort | Die Fahrzeit für die 8 km lange Strecke betrug 30 Minuten |

#### Bosnien und Herzegowina
| Spitzkehre        | Richtungen             | Bahnstrecke   | Bemerkungen      |
| ----------------- | ---------------------- | ------------- | ---------------- |
| Oštrica bei Drvar | aus Srnetica nach Knin | Steinbeisbahn | 1975 eingestellt |

#### Dänemark
- Die Hafenbahn in Lemvig (auch „Bergbahn“ genannt, mit Ausflugsfahrten).[4]

#### Griechenland
- Decauville-Bahn in Delphi

#### Italien
- Beim Bau der Grödner Bahn in Südtirol (Klausen–Plan, 1915–1916) wurde in St. Christina eine Spitzkehre angelegt. Die endgültige Trasse sah hier einen Kehrtunnel vor. Mit der Spitzkehre konnte die Bahn vor der Fertigstellung des Kehrtunnels in Betrieb genommen werden. Nach Fertigstellung des Tunnels wurde die Spitzkehre wieder abgebaut.
- Bei der ehemaligen Dolomitenbahn wurde in Calalzo (Calalzo Stazione) ein Spitzkehrenbahnhof errichtet, welcher jedoch in späteren Jahren durch den Bau einer Verbindungskurve ergänzt bzw. ersetzt wurde.
- Zwischen den Bahnhöfen Palau und Palau Marina an der Bahnstrecke Sassari–Palau.
- Auf der Bahnstrecke Menaggio–Porlezza zwischen den Bahnhöfen Menaggio und Grandola.
- Fabrica di Roma, Verbindungsspitzkehre zwischen der Bahnstrecke Roma Flaminio–Viterbo und Bahnstrecke Civitavecchia-Orte
- Rovasenda, Verbindungsspitzkehre zwischen der Bahnstrecke Biella–Novara und Bahnstrecke Santhià–Arona
- Kurz vor dem Endpunkt auf dem eingestellten Teilstück der Strecke Cecina–Volterra

#### Polen
- bei der Eulengebirgsbahn, die ihren Scheitelpunkt mit 513 m Seehöhe im Bahnhof Silberberg Festung hatte, und der Spitzkehre im Kopfbahnhof Volpersdorf. Auf dem 6,6 km langen Abschnitt bis Neudorf war eine Zahnstange System Abt eingebaut.

#### Schweden
- auf der schwedischen Insel Gotland auf der schmalspurigen Bahnstrecke Lärbro–Burgsvik im Abschnitt zwischen Visby und Visby hamn.
- auf der schmalspurigen Bahnstrecke Glava Glasbruk–Glava.

#### Slowakei
- Waldeisenbahn mit historischen Spitzkehren (Waldbahn Vychylovka, Abk. HLÚŽ), mit fünf Spitzkehren
- Der Bahnhof Tisovec auf der Bahnstrecke Jesenské–Brezno wies 1896–1949 eine Spitzkehre auf

#### Tschechien
- ehem. Dětřichov u Frýdlantu (Dittersbach) auf der Schmalspurbahn Frýdlant–Heřmanice
- Dubí (Eichwald) auf der Bahnstrecke Most–Moldava
- ehem. Klobouky u Brna auf der Bahnstrecke Čejč–Ždánice
- Liteň auf der Bahnstrecke Zadní Třebaň–Lochovice
- Stupno auf den Strecken Ejpovice–Stupno und Stupno–Radnice
- Žleby auf der Bahnstrecke Čáslav–Třemošnice

### Afrika

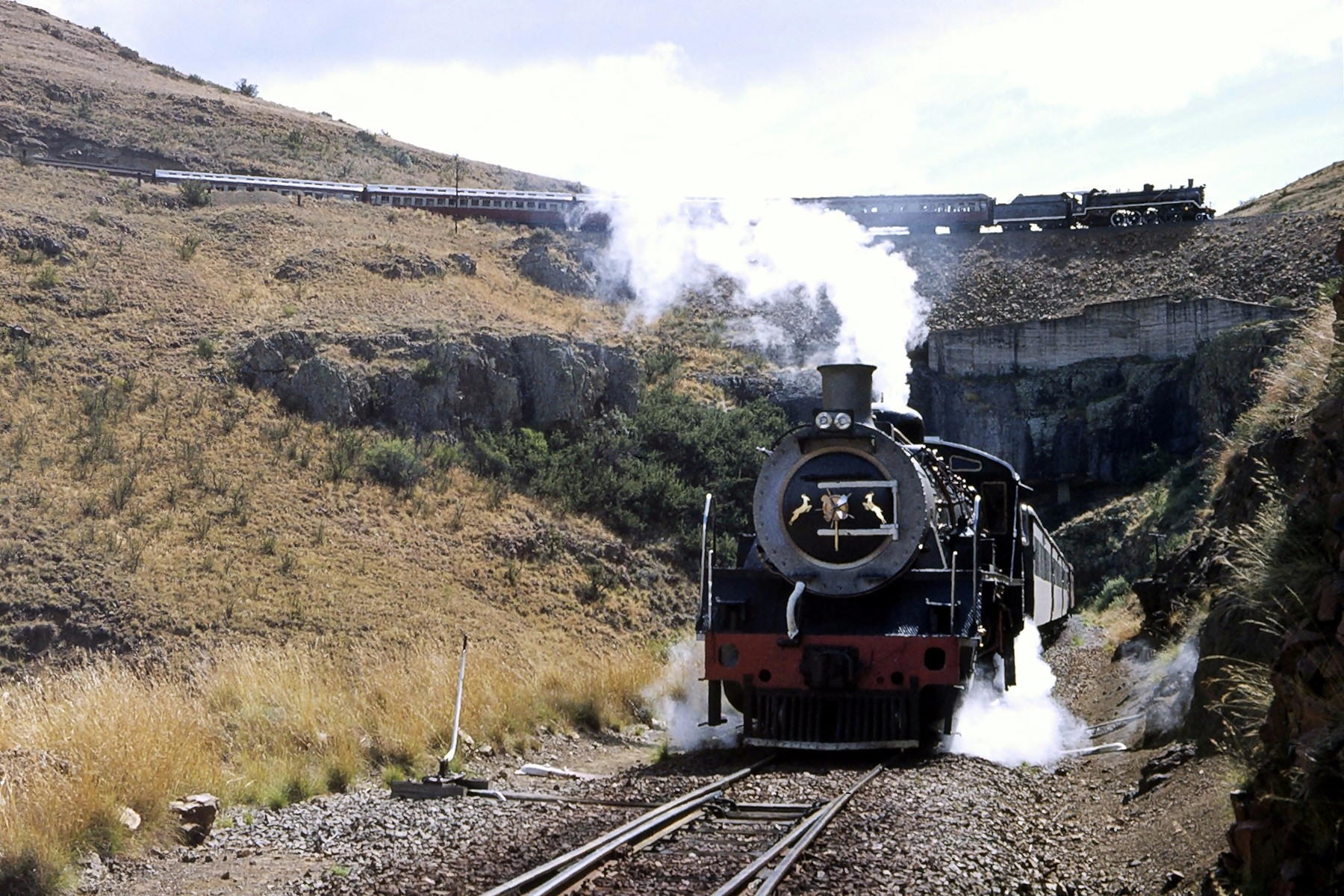
Zug in der 8. Spitzkehre, Strecke Aliwal North – Barkly East, Südafrika (1983)

#### Tansania
- Die Sigi-Bahn wies eine vierfache Spitzkehre auf. Die Bahn existiert nicht mehr.
- Die Usambarabahn wies zwischen Pongwe und Ngommi / Muheza eine Doppelspitzkehre auf. Sie wurde durch eine geänderte Trassierung ersetzt.

#### Südafrika
- Die Bahnstrecke Aliwal North – Lady Grey – Barkly East verfügt über 8 Spitzkehren. Die Strecke wurde 2001 stillgelegt, die Gleise liegen aber noch.

### Amerika

#### Argentinien
Der von Salta aus fahrende Touristenzug tren a las nubes muss auf seinem Weg nach San Antonio del los Cobres zwei Spitzkehren befahren. Ohne sie wären die Höhenunterschiede der Strecke nicht zu bewältigen. Die Eisenbahnstrecke weist außer der natürlichen Schönheit der Landschaft noch weitere bahntechnische Raffinessen wie Wendeschleifen und Viadukte auf.

#### Ecuador
Die Zugverbindung von Riobamba (2.754 m) über die Anden nach Simbambe (1.806 m) enthält das Steilstück der Teufelsnase (span. Nariz del Diablo). Auf diesem Streckenabschnitt, der als steilste Bahnstrecke der Welt gilt, werden rund 400 Höhenmeter in einem Spitzkehrenpaar bewältigt.

#### Peru

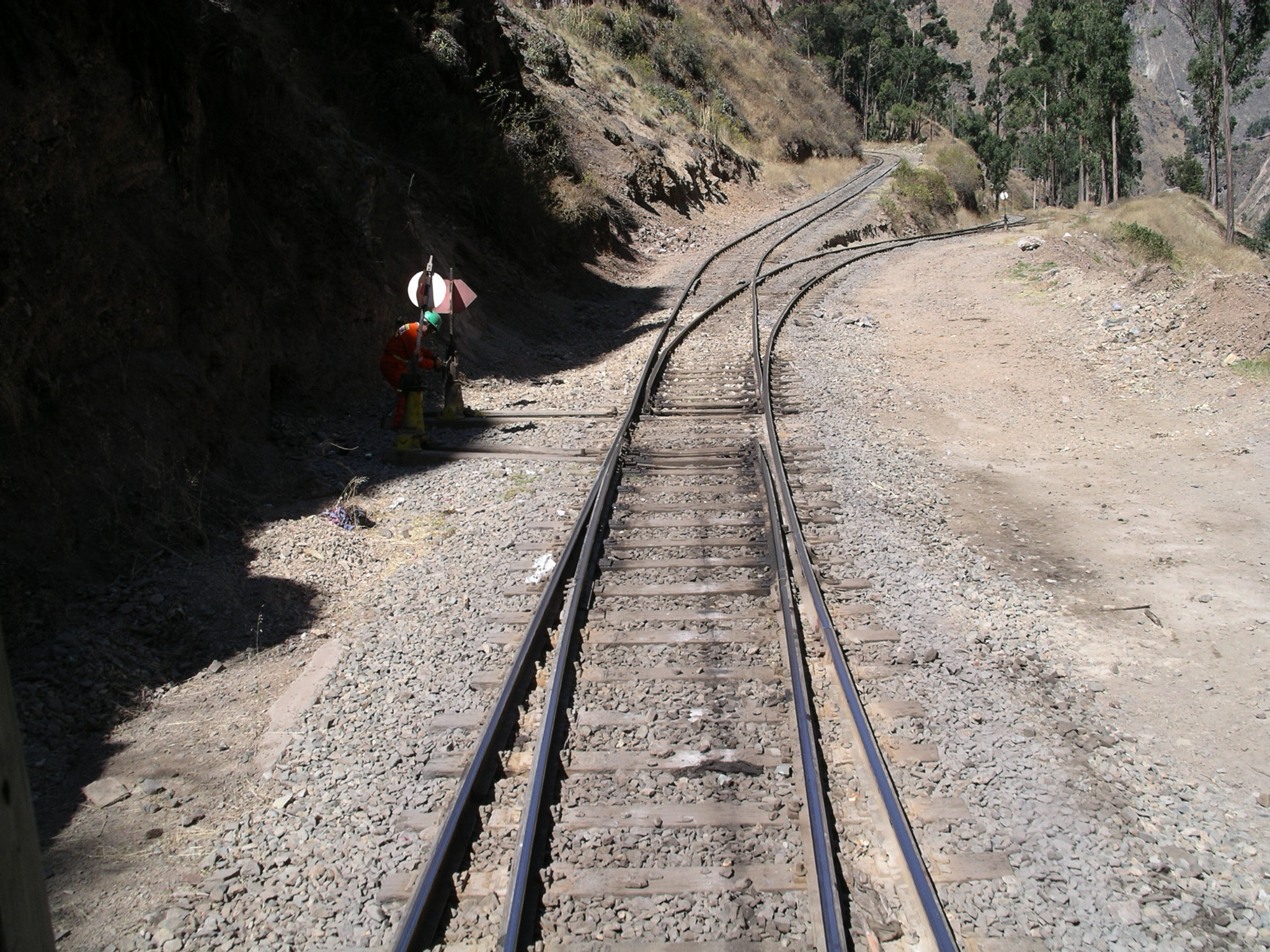
Spitzkehre in der Nähe von Morococha auf der Strecke Lima – Huancayo, Peru

Die Steigung auf der touristisch wichtigen Bahn zwischen Cusco und Machu Picchu wird ausschließlich durch Spitzkehren überwunden, wodurch die Fahrt auf der nur 120 km langen Strecke fünf Stunden dauert.
Züge des Ferrocarril Central Andino überwinden auf der Strecke Lima – La Oroya – Huancayo die Steigung von Lima hinauf zum höchsten Punkt bei Galera (4871 m) mithilfe von insgesamt 6 Spitzkehren.

#### USA
- Hawaii, Kohala Mill an der Hawaii Railway.
- New Jersey, Orange, Bergbahnen am Orange Mountain, 3 Spitzkehren der Straßenbahn (1908–1914)
- New Jersey, bei Edgewater, Straßenbahn im Bergen County, 2 Spitzkehren der Straßenbahn
- Washington, Cascade Tunnel
- West Virginia, Cass Scenic Railway, eine ehemalige Holzfällerbahn, heute Museumsbahn, 2 Spitzkehren nahe Whittacker station.

### Asien

#### China
Entlang der sogenannten Jing-Bao-Linie von Peking nach Zhangjiakou gibt es in Qinglongqiao zwei voneinander unabhängige Spitzkehren direkt unterhalb der Chinesischen Mauer, da jedes Gleis der zweigleisigen Strecke seinen Spitzkehrenbahnhof auf einer gegenüberliegenden Talseite hat.

#### Indien
Im Verlauf der Darjeeling Himalayan Railway in Indien gibt es neben drei Kreiskehrschleifen sechs Spitzkehren. Die Strecke ist aufgrund ihrer baulichen Besonderheiten von der UNESCO in die Liste des Weltkulturerbes eingetragen worden.

#### Japan
Im Verlauf der Hakone-Tozan-Linie in Japan befinden sich Spitzkehren in Deyama, Ōhiradai und Kami-Ōhiradai.
Auf der Hōhi-Hauptlinie befinden sich 2 Spitzkehren, davon eine als Spitzkehrenbahnhof Tateno (立野駅 Tateno-eki) in der Nähe des Ortes Minamiaso (南阿蘇村 Minamiaso-mura).
Bei der Werkseisenbahn der Tateyama-Sabō-Erosionsschutzanlagen gab es bis zu 42 Spitzkehren.

#### Korea
Zwischen den Bahnhöfen Heungjeon und Nahanjeong an der Yeonggong-Bahnstrecke in Südkorea bestand bis 2009 eine – inzwischen durch einen Tunnel ersetzte – Spitzkehre.

#### Libanon
Die Libanonbahn von Damaskus nach Beirut wies im Zuge der Überquerung des Libanongebirges zwei Spitzkehren auf.

#### Myanmar
Im Verlauf der Bahnstrecke Mandalay–Lashio befinden sich vier Spitzkehren ungefähr 20 km östlich von Mandalay bei dem Haltepunkt Sedaw. An derselben Strecke weiter östlich befindet sich der Goteik-Viadukt.

#### Pakistan
Entlang der Bahnstrecke über den Chaiber-Pass befinden sich kurz hintereinander zwei Spitzkehren, der Zug wird zwischen beiden bergwärts geschoben.

#### Taiwan
In Chiayi im Süden der Insel auf den Alishan

#### Türkei
Mehrere Spitzkehren und Kehrschleifen im Bereich der ehemaligen 600-mm Schmalspurbahn die bis zur Fertigstellung der Bagdadbahn im Bereich der Kilikischen Pforte zwischen Belemedik und Kiralan/Kuscular als Bau- und Militärbahn im Rollbockverkehr betrieben wurde.

### Ozeanien

#### Australien
- Glenbrook, Ostflanke der Blue Mountains im Zuge der Transaustralischen Eisenbahn, abgebaut
- Zig Zag Railway, Westflanke der Blue Mountains im Zuge der transaustralischen Eisenbahn bei Lithgow, heute: Museumsbahn

#### Neuseeland
- Driving Creek Railway in Coromandel auf der Coromandel Peninsula der Nordinsel Neuseelands: 5 aufeinanderfolgende Spitzkehren im Verlauf der nur 2,7 km langen Strecke.